# Patrick McLoughlin
Pour les articles homonymes, voir McLoughlin.
Patrick McLoughlin, né le 30 novembre 1957 à Stafford, est un homme politique britannique.

## Biographie
Membre du Parti conservateur, il est député de Derbyshire Dales (jusqu'en 2010 West Derbyshire) de 1986 à 2019, chief whip de l'opposition officielle à la Chambre des communes de 2005 à 2010 et chief whip du gouvernement à la Chambre des communes et secrétaire parlementaire du Trésor de 2010 à 2012 dans le premier gouvernement de David Cameron. Après le remaniement ministériel de début septembre 2012, il devient secrétaire d'État aux Transports sous Theresa May. En juillet 2016, il est nommé chancelier du duché de Lancastre et président du Parti conservateur, fonctions qu'il occupe jusqu'en janvier 2018.
Après avoir quitté sa fonction de secrétaire d'État aux Transport, il est recruté par Airlines UK, un organisme de lobbying de l'industrie aéronautique, ainsi que XRail, une société de services ferroviaires. The Guardian observe que le pantouflage est une pratique courante pour les anciens membres des gouvernements Theresa May et Boris Johnson.
Le 29 septembre 2020, il est fait membre à vie de la Chambre des lords.